# Tranebergs IF
Tranebergs IF ist ein schwedischer Sportklub aus Stockholm. 

## Geschichte
Die Eishockeyabteilung des Vereins nahm von den 1920er bis zu den 1950er Jahren regelmäßig an der damals noch im Pokal-Modus ausgetragenen schwedischen Meisterschaft teil. Zudem trat die Mannschaft von 1924 bis 1927 in der Klass I i ishockey, in der Saison 1932/33 in der Elitserien, von 1936 bis 1938 in der Svenska serien i ishockey sowie von 1944 bis 1946 und in den Spielzeiten 1947/48 und 1950/51 in der Division 1, der zu diesem Zeitpunkt jeweils höchsten schwedischen Spielklasse, an. 
Die Fußballabteilung des Tranebergs IF nahm in der Saison 1925/26 an der damals noch zweitklassigen Division 2 teil.

## Bekannte Sportler
- Johan Åkerman (Eishockey)
- Per Kaufeldt (Fußball)